# Diamond XXV
Diamond XXV è una raccolta di album degli artisti statunitensi Eminem, Yelawolf, 50 Cent e D-12, pubblicata il 15 settembre 2017.

## Tracce
1. XXV (Intro) - Eminem
2. Smoke - 50 Cent
3. Let's Roll - Yelawolf
4. Don't Give a Fuck - Eminem
5. 40 Oz. - D-12
6. Classic Shit - Eminem
7. In Da Club - 50 Cent
8. Trunk Muzik - Yelawolf
9. Fame - D-12 Ft. Eminem
10. White Hard - Yelawolf
11. Campaign Speech - Eminem
12. No Love - Eminem Ft. Lil Wanye
13. Shake That - Eminem Ft. Nate Dogg
14. Chloraseptic - Eminem
15. Big Proof - D-12 (Non è Pubblicata)
16. Asshole - Eminem
17. Best Friends - Yelawolf Ft. Eminem
18. Trew - D-12 Ft. Eminem
19. Gat - Yelawolf
20. Animal Ambition - 50 Cent
21. B I T C H - Eminem